# Marie-Louise Freij
Marie-Louise Freij, folkbokförd Mari-Louise Frej, född 13 april 1967, är en svensk handikappidrottare i simning från Malmö. Hon innehar det svenska rekordet i sin klass på 200 meter bröstsim. Som aktiv tävlade hon för Malmö KK och gick 1984 med i Sveriges landslag i handikappsimning. Freij vann guld i Paralympics 1988 i Seoul, liksom i Paralympics i Barcelona fyra år senare, och har vunnit tio SM-guld och slagit världsrekord på 50 meter under sin karriär.
Freij har även medverkat i julkalendern Mysteriet på Greveholm och Mysteriet på Greveholm – Grevens återkomst.